# Nuevo Paraíso (Piura)
Nueva Paraíso es un caserío peruano ubicado en el distrito de Colán, perteneciente a la provincia de Paita del departamento de Piura, al norte del Perú. 

## Ubicación
Nueva Paraíso se ubica al noroeste de la provincia de Paita, en el distrito de Colán, en el departamento de Piura. Se ubica al oeste del pueblo de Colán. 

## Demografía
En 2017 Nueva Paraíso tenía una población de 483 habitantes.